# زمین‌های لم‌یزرع
زمین‌های لم‌یزرع (به انگلیسی: Badlands) فیلمی ۹۵ دقیقه‌ای به کارگردانی ترنس مالیک با بازی مارتین شین و سیسی اسپیسک محصول کشور ایالات متحده آمریکا است.

## داستان
در اواخر دههٔ ۱۹۵۰، هالی (اسپیسک) و پدرش (اوتس)، پس از مرگ مادرش، تگزاس را به مقصد شهری در داکوتای جنوبی ترک می‌کنند. در اینجا هالی پانزده ساله با کیت بیست و پنج ساله (شین) آشنا می‌شود. چندی بعد کیت پدرش را می‌کشد و همراه هالی به جنگل فرار می‌کند…